# Туа, Патрис
Патрис Туа (фр. Patrice Toye, род. 31 июля 1967, Гент, Восточная Фландрия, Бельгия) — бельгийская кинорежиссёр и сценаристка.

## Биография
Училась на кинофакультете Высшей школы Святого Луки в Брюсселе, который закончила в 1990 году. Свою карьеру начинала со съёмок короткометражных фильмов и телефильмов, её первым фильмом был «Tout ce qu’elle veut». Основной темой её фильмов является поиск персонажами самих себя в этом мире.

## Фильмография

### Режиссёр
- 1990 — Tout ce qu’elle veut
- 1992 — Vrouwen willen trouwen (короткометражный)
- 1993 — Altijd ander water (короткометражный)
- 1994 — Stad in zicht
- 1996 — Stoute schoenen (телефильм)
- 1997 — L’amant de Maman (телефильм)
- 1998 — Рози / Rosie
- 2004 — 10 jaar leuven kort
- 2005 — Gezocht: Man (телефильм)
- 2008 — Nowhere Man
- 2012 — Little black spiders
- 2019 — Линь / Muidhond

### Сценарист
- 1992 — Vrouwen willen trouwen (короткометражный)
- 1993 — Altijd ander water (короткометражный)
- 1998 — Рози / Rosie
- 2008 — Nowhere Man (соавтор сценария)
- 2012 — Little black spiders

## Награды и номинации
| Награды и номинации   | Награды и номинации | Награды и номинации                       | Награды и номинации    | Награды и номинации |
| Награда               | Год                 | Категория                                 | Фильм                  | Итог                |
| --------------------- | ------------------- | ----------------------------------------- | ---------------------- | ------------------- |
| Joseph Plateau Awards | 1999                | Лучший бельгийский режиссёр               | Рози                   | Награда             |
| Joseph Plateau Awards | 1993                | Лучший бельгийский короткометражный фильм | Vrouwen willen trouwen | Награда             |
| Премия Андре Каванса  | 1998                |                                           | Рози                   | Награда             |